# Polo aquático nos Jogos Olímpicos de Verão de 2004
O Pólo aquático nos Jogos Olímpicos de Verão de 2004 foi disputado no Complexo Olímpico de Aquático em Atenas. Pela segunda vez, foi realizado também o torneio feminino da modalidade.
Doze times iniciaram a disputa pela medalha de ouro no masculino, sendo que a equipe da Hungria derrotou a Sérvia e Montenegro na decisão. No feminino oito equipes competiram por medalhas, sendo que a de ouro ficou com a Itália.

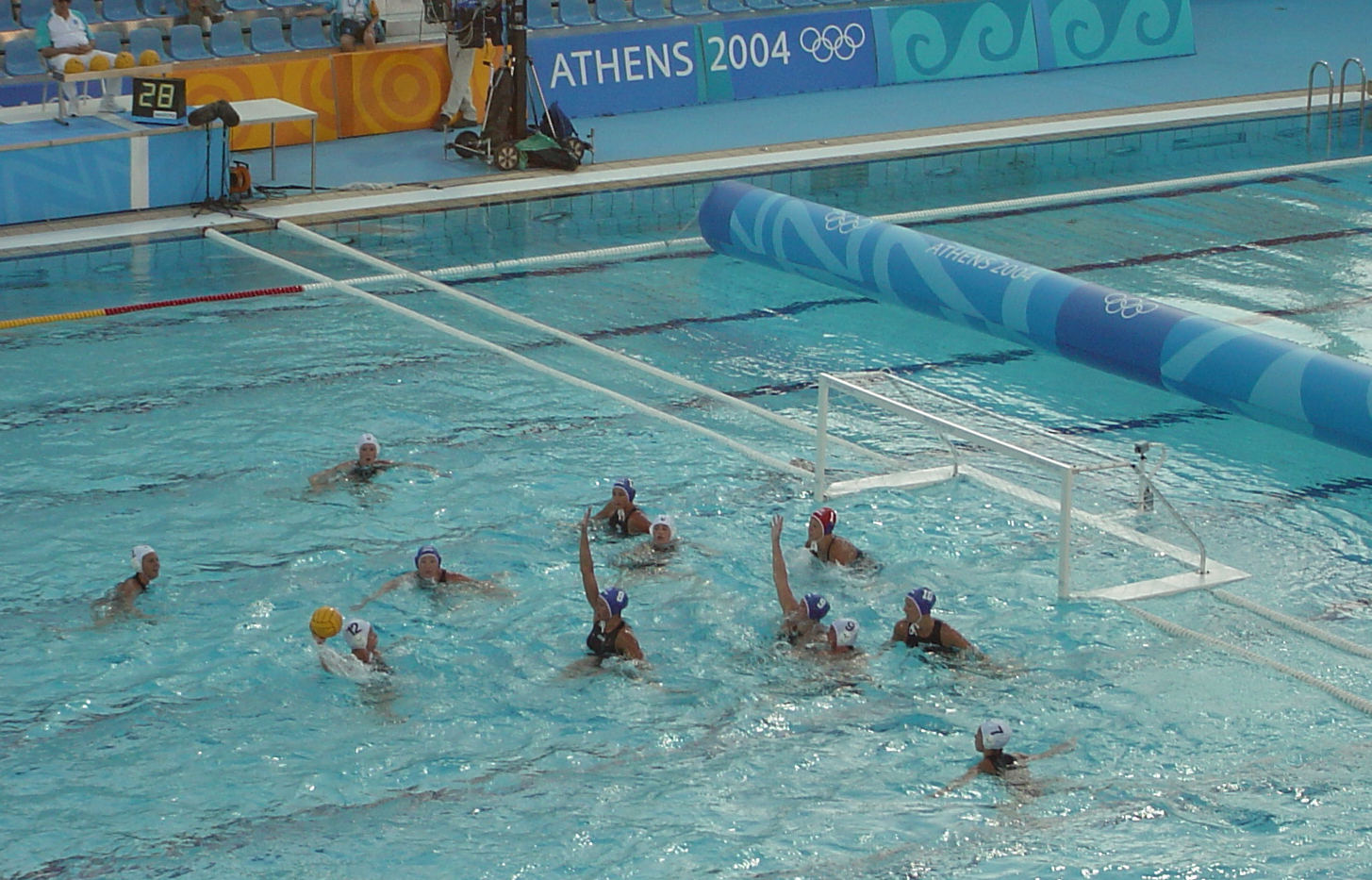
Partida de Pólo aquático durante os Jogos de 2004.

## Masculino
| Ouro. | Prata. | Bronze. |
| Hungria Tibor Benedek Peter Biros Rajmund Fodor Istvan Gergely Tamas Kasas Gergely Kiss Norbert Madaras Tamas Molnar Adam Steinmetz Barnabas Steinmetz Zoltan Szecsi Tamas Varga Attila Vari Técnico: Dénes Kemény | Sérvia e Montenegro Aleksandar Ciric Vladimir Gojkovic Danilo Ikodinović Viktor Jelenic Predrag Jokic Nikola Kuljaca Slobodan Nikic Aleksandar Sapic Dejan Savic Denis Sefik Petar Trbojevic Vanja Udovicic Vladimir Vujasinovic Técnico: Nenad Manojlovic | Rússia Roman Balashov Revaz Chomakhidze Alexander Eryshov Alexander Fedorov Sergey Garbuzov Dmitry Gorshkov Nikolay Kozlov Nikolay Maksimov Andrei Reketchinski Dmitry Stratan Vitaly Yurchik Marat Zakirov Irek Zinnurov Técnico: Alexander Kobanov |

### Primeira fase
- Equipe em verde avançou direto as semi-finais;
- Equipes em amarelo avançaram as quartas de final.

#### Grupo A
| Equipe              | Pts | J | V | E | D | GP | GC |
| ------------------- | --- | - | - | - | - | -- | -- |
| Hungria             | 10  | 5 | 5 | 0 | 0 | 44 | 27 |
| Sérvia e Montenegro | 8   | 5 | 4 | 0 | 1 | 37 | 26 |
| Rússia              | 6   | 5 | 3 | 0 | 2 | 32 | 28 |
| Estados Unidos      | 4   | 5 | 2 | 0 | 3 | 32 | 37 |
| Croácia             | 2   | 5 | 1 | 0 | 4 | 35 | 41 |
| Cazaquistão         | 0   | 5 | 0 | 0 | 5 | 21 | 42 |

| 15 de agosto        |      |                     |
| Estados Unidos      | 7–6  | Croácia             |
| Hungria             | 6–4  | Sérvia e Montenegro |
| Rússia              | 5–4  | Cazaquistão         |
| 17 de agosto        |      |                     |
| Estados Unidos      | 9–6  | Cazaquistão         |
| Sérvia e Montenegro | 4–3  | Rússia              |
| Hungria             | 10–8 | Croácia             |
| 19 de agosto        |      |                     |
| Sérvia e Montenegro | 9–5  | Cazaquistão         |
| Hungria             | 7–5  | Estados Unidos      |
| Croácia             | 9–8  | Rússia              |
| 21 de agosto        |      |                     |
| Hungria             | 14–4 | Cazaquistão         |
| Sérvia e Montenegro | 11–8 | Croácia             |
| Rússia              | 9–7  | Estados Unidos      |
| 23 de agosto        |      |                     |
| Croácia             | 5–4  | Cazaquistão         |
| Hungria             | 7–6  | Rússia              |
| Sérvia e Montenegro | 7–4  | Estados Unidos      |

#### Grupo B
| Equipe    | Pts | J | V | E | D | GP | GC |
| --------- | --- | - | - | - | - | -- | -- |
| Grécia    | 8   | 5 | 4 | 0 | 1 | 43 | 27 |
| Alemanha  | 7   | 5 | 3 | 1 | 1 | 40 | 28 |
| Espanha   | 6   | 5 | 3 | 0 | 2 | 35 | 31 |
| Itália    | 6   | 5 | 3 | 0 | 2 | 39 | 24 |
| Austrália | 3   | 5 | 1 | 1 | 3 | 37 | 35 |
| Egito     | 0   | 5 | 0 | 0 | 5 | 18 | 67 |

| 15 de agosto |      |           |
| Austrália    | 14–3 | Egito     |
| Alemanha     | 5–4  | Grécia    |
| Espanha      | 5–4  | Itália    |
| 17 de agosto |      |           |
| Itália       | 8–4  | Austrália |
| Alemanha     | 13–3 | Egito     |
| Grécia       | 8–5  | Espanha   |
| 19 de agosto |      |           |
| Espanha      | 8–4  | Austrália |
| Itália       | 5–10 | Alemanha  |
| Grécia       | 15–4 | Egito     |
| 21 de agosto |      |           |
| Itália       | 13–4 | Egito     |
| Alemanha     | 11–5 | Espanha   |
| Grécia       | 10–9 | Austrália |
| 23 de agosto |      |           |
| Austrália    | 6–6  | Alemanha  |
| Espanha      | 12–4 | Egito     |
| Grécia       | 6–4  | Itália    |

### Quartas de final
| 25 de agosto        |      |          |
| Rússia              | 12–5 | Alemanha |
| Sérvia e Montenegro | 7–5  | Espanha  |

### Classificação 7º-12º lugar
| 25 de agosto |      |             |
| Austrália    | 10–5 | Cazaquistão |
| Croácia      | 12–1 | Egito       |

### Classificação 7º-10º lugar
| 27 de agosto   |      |           |
| Estados Unidos | 6–5  | Austrália |
| Itália         | 11–7 | Egito     |

#### 11º-12º lugar
| 27 de agosto |      |       |
| Cazaquistão  | 15–7 | Egito |

### Semifinal
| 27 de agosto        |     |        |
| Hungria             | 7–5 | Rússia |
| Sérvia e Montenegro | 7–3 | Grécia |

#### 9º-10º lugar
| 29 de agosto |     |         |
| Austrália    | 8–7 | Croácia |

#### 7º-8º lugar
| 29 de agosto   |     |        |
| Estados Unidos | 9–8 | Itália |

#### 5º-6º lugar
| 29 de agosto |     |         |
| Alemanha     | 6–4 | Espanha |

### Disputa pelo bronze
| 29 de agosto |     |        |
| Rússia       | 6–5 | Grécia |

### Final
| 27 de agosto |     |                     |
| Hungria      | 8–7 | Sérvia e Montenegro |

### Classificação final
| Pos. | País                |
| ---- | ------------------- |
|      | Hungria             |
|      | Sérvia e Montenegro |
|      | Rússia              |
| 4    | Grécia              |
| 5    | Alemanha            |
| 6    | Espanha             |
| 7    | Estados Unidos      |
| 8    | Itália              |
| 9    | Austrália           |
| 10   | Croácia             |
| 11   | Cazaquistão         |
| 12   | Egito               |

## Feminino
| Ouro. | Prata. | Bronze. |
| Itália Francesca Conti Martina Miceli Carmela Allucci Silvia Bosurgi Elena Gigli Manuela Zanchi Tania Di Mario Cinzia Ragusa Giusy Malato Alexandra Araujo Maddalena Musumeci Melania Grego Noemi Toth Técnico: Pierluigi Formiconi | Grécia Georgia Ellinaki Dimitra Asilian Antiopi Melidoni Angeliki Karapataki Kyriaki Liosi Stavroula Kozompoli Aikaterini Oikonomopoulou Antigoni Roumpesi Evangelia Moraitidou Eftychia Karagianni Georgia Lara Antonia Moraiti Anthoula Mylonaki Técnico: Kyriakos Iosifidis | Estados Unidos Jacqueline Frank Heather Petri Ericka Lorenz Brenda Villa Ellen Estes Natalie Golda Margaret Dingeldein Kelly Rulon Heather Moody Robin Beauregard Amber Stachowski Nicolle Payne Thalia Munro Técnico: Guy Baker |

### Primeira fase
- Equipe em verde avançou direto as semifinais;
- Equipes em amarelo avançaram as quartas-de-final.

#### Grupo A
| Equipe      | Pts | J | V | E | D | GP | GC |
| ----------- | --- | - | - | - | - | -- | -- |
| Austrália   | 5   | 3 | 2 | 1 | 0 | 22 | 16 |
| Itália      | 4   | 3 | 2 | 0 | 1 | 20 | 14 |
| Grécia      | 3   | 3 | 1 | 1 | 1 | 17 | 20 |
| Cazaquistão | 0   | 3 | 0 | 0 | 3 | 16 | 25 |

| 16 de agosto |     |             |
| Austrália    | 6–5 | Itália      |
| Grécia       | 8–6 | Cazaquistão |
| 18 de agosto |     |             |
| Austrália    | 9–4 | Cazaquistão |
| Itália       | 7–2 | Grécia      |
| 20 de agosto |     |             |
| Itália       | 8–6 | Cazaquistão |
| Grécia       | 7–7 | Austrália   |

#### Grupo B
| Equipe         | Pts | J | V | E | D | GP | GC |
| -------------- | --- | - | - | - | - | -- | -- |
| Estados Unidos | 4   | 3 | 2 | 0 | 1 | 20 | 16 |
| Rússia         | 4   | 3 | 2 | 0 | 1 | 21 | 22 |
| Hungria        | 2   | 3 | 1 | 0 | 2 | 19 | 20 |
| Canadá         | 2   | 3 | 1 | 0 | 2 | 16 | 18 |

| 16 de agosto   |     |                |
| Estados Unidos | 7–6 | Hungria        |
| Rússia         | 8–6 | Canadá         |
| 18 de agosto   |     |                |
| Canadá         | 6–5 | Estados Unidos |
| Rússia         | 9–8 | Hungria        |
| 20 de agosto   |     |                |
| Estados Unidos | 8–4 | Rússia         |
| Hungria        | 5–4 | Canadá         |

### Quartas de final
| 22 de agosto |     |         |
| Grécia       | 7–4 | Rússia  |
| Itália       | 8–5 | Hungria |

### Classificação 7º-8º lugar
| 22 de agosto |      |             |
| Canadá       | 10–4 | Cazaquistão |

### Semifinal
| 24 de agosto |     |                |
| Itália       | 6–5 | Estados Unidos |
| Grécia       | 6–2 | Austrália      |

### Classificação 5º-6º lugar
| 24 de agosto |       |         |
| Rússia       | 12–11 | Hungria |

### Disputa pelo bronze
| 26 de agosto   |     |           |
| Estados Unidos | 6–5 | Austrália |

### Final
| 26 de agosto |      |        |
| Itália       | 10–9 | Grécia |

### Classificação final
| Pos. | País           |
| ---- | -------------- |
|      | Itália         |
|      | Grécia         |
|      | Estados Unidos |
| 4    | Austrália      |
| 5    | Rússia         |
| 6    | Hungria        |
| 7    | Canadá         |
| 8    | Cazaquistão    |